# Soudaine
Die Soudaine ist ein Fluss in Frankreich, der im Département Corrèze in der Region Nouvelle-Aquitaine verläuft. Sie entspringt im Gemeindegebiet von Chamberet, entwässert anfangs in generell westlicher, dann in südlicher Richtung durch den Regionalen Naturpark Millevaches en Limousin und mündet nach rund 26 Kilometern im Gemeindegebiet von Soudaine-Lavinadière als rechter Nebenfluss in die Vézère.

## Orte am Fluss
- Saint-Hilaire-les-Courbes
- Chamberet
- Soudaine-Lavinadière